# Andrea Medina Rosas
Andrea Medina Rosas (Guadalajara, 1976) es una abogada feminista, mexicana y defensora de los derechos humanos de las mujeres.
Formó parte del grupo jurídico en el Caso González y otras vs. México llamado también Campo algodonero, caso que asentó un precedente en la legislación de derechos humanos de las mujeres en México al emitir una sentencia contra el Estado mexicano.

## Biografía
Estudió la carrera de Derecho en el ITESO, donde desarrolló su interés por la defensa de los derechos de las mujeres y la justicia a víctimas de violencia.
Al ver el panorama de la legislación sobre los derechos de las mujeres comenzó a especializarse y realizar propuestas legislativas en materia de derechos a favor de las mujeres, difundiendo así sus conocimientos jurídicos, lo cual le permitió participar en procesos locales, nacionales e internacionales en beneficio de los derechos de las mujeres.

## Activismo
Fue integrante del grupo jurídico en el Caso González y otras vs. México el cual trajo como resultado la legislación en derechos de las mujeres en el país con la Ley General de Acceso de las Mujeres a una Vida Libre de Violencia y la creación de instancias para orientar a mujeres en casos de violencia con perspectiva de género.
También fue seleccionada para encabezar la iniciativa de la ONU contra feminicidios en Chihuahua en el año 2019  como una de las integrantes del Grupo Nacional de Referencia de la Sociedad Civil.
Por otro lado ha participado en conferencias y talleres para visibilizar los avances en materia de igualdad social y erradicación de la violencia contra las mujeres.

## Premios
- Medalla al Mérito Hermila Galindo (2020) .[6]